# Gonzalo Díaz Beitia
Gonzalo Díaz Beitia (Sestao, 11 luglio 1937) è un ex calciatore spagnolo, di ruolo attaccante.

## Carriera
Dopo aver esordito in prima squadra con il Barakaldo, con cui disputa tre stagioni nella Segunda División spagnola, passa all'Athletic Bilbao, debuttando in Primera División spagnola nella stagione 1957-1958, nella partita Osasuna-Athletic Bilbao (2-2) del 6 ottobre 1957.
Dopo un anno in prestito al Ceuta torna con i rojiblancos, venendo poi acquistato dal Barcellona. Seguono stagioni al Tenerife ed Atlético Madrid, per concludere poi la carriera al Salamanca.

## Palmarès

### Competizioni nazionali
- Coppa di Spagna: 1

Athletic Bilbao: 1958